# Engin Yüksel
Engin Yüksel (Adapazarı, 20 marzo 1969) è un attore e doppiatore turco, noto per aver interpretato il ruolo di Behzat Hekimoğlu nella serie Terra amara (Bir Zamanlar Çukurova).

## Biografia
Engin Yüksel è nato il 20 marzo 1969 ad Adapazarı, in provincia di Sakarya (Turchia), e oltre alla recitazione si occupa di doppiaggio e di teatro.

## Carriera
Engin Yüksel si è laureato presso il dipartimento di recitazione del Conservatorio statale dell'Università di Istanbul. Successivamente inizia a recitare presso il teatro comunale di Adana. Nel 1993 ha iniziato la sua carriera di attore nella serie Süper Baba. Subito dopo sono seguite altre partecipazioni in serie come Kaygisizlar, Gülsen Abi, Bu sevda bitmez, Deli Yürek, Kurt kapani, Askin daglarda gezer, Merdoglu, 7 Numara, Hirsiz, Cinlerle Periler, Çocuklar duymasin, Kirik ayna, Kinali kar, Kurtlar Vadisi, Hosgeldin hayat, Yusuf yüzlü, Kalp gözü, Aci Hayat, Gümüs, Ezo Gelin, Arka Sokaklar, Arka siradakiler, Leyla ile Mecnun, Merhaba Hayat, Adini Kalbime Yazdim, Yedi güzel adam, Kaderimin Yazildigi Gün, Filinta, Vatanim Sensin, Evlat Kokusu, Terra amara (Bir Zamanlar Çukurova) e Marasli e nella miniserie Misi. Ha anche recitato in film televisivi come Biçak sirti, Kenan'da bir kuyu e Beni bekledinse. Oltre alle serie televisive ha recitato anche in film come Sakin kasabanin kadini, Gönül Yarasi, Cenneti Beklerken, Son Osmanli Yandim Ali, Dinle neyden, Ev, Hür Adam: Bediüzzaman Said Nursi, Behzat Ç.: Seni Kalbime Gömdüm, Çanakkale Yolun Sonu, Stajyer Mafya, On Yilda Bir: Insaat 2, Kod Adi K.O.Z., Son Mektup, Kapi, Bozkir Kuslara Bak Kuslara, Hür Köle, Mahser: Bir Varmis Bir Yokmus, Dayi: Bir Adamin Hikayesi, Seytanin Kitabi e Shackled. Ha recitato anche in cortometraggi come Sirayet, Suicide Bridge e Ayni Gecenin Laciverti. Oltre alla recitazione si è occupato di doppiaggio nel film God's Faithful Servant: Barla e nel film televisivo Tuba dallari.

## Filmografia

### Attore

#### Cinema
- Sakin kasabanin kadini, regia di Veli Çelik (1997)
- Gönül Yarasi, regia di Yavuz Turgul (2005)
- Cenneti Beklerken, regia di Dervis Zaim (2006)
- Son Osmanli Yandim Ali, regia di Mustafa Sevki Dogan (2007)
- Dinle neyden, regia di Jacques Deschamps (2008)
- Ev, regia di Alper Ozyurtlu e Caner Özyurtlu (2010)
- Hür Adam: Bediüzzaman Said Nursi, regia di Mehmet Tanrisever (2011)
- Behzat Ç.: Seni Kalbime Gömdüm, regia di Serdar Akar (2011)
- Çanakkale Yolun Sonu, regia di Kemal Uzun, Serdar Akar e Ahmet Karaman (2013)
- Stajyer Mafya, regia di Eray Koçak (2014)
- On Yilda Bir: Insaat 2, regia di Ömer Vargi (2014)
- Kod Adi K.O.Z., regia di Celal Çimen (2015)
- Son Mektup, regia di Özhan Eren (2015)
- Kapi, regia di Nihat Durak (2019)
- Bozkir Kuslara Bak Kuslara, regia di Mehmet Tanrisever (2019)
- Hür Köle, regia di Mehmet Tanrisever (2019)
- Mahser: Bir Varmis Bir Yokmus, regia di Mehmet Tanrisever (2020)
- Dayi: Bir Adamin Hikayesi, regia di Ugur Bayraktar (2021)
- Seytanin Kitabi, regia di Okan Ege Ergüven (2022)
- Shackled, regia di Tunahan Kurt (2022)

#### Televisione
- Süper Baba – serie TV (1993)
- Kaygisizlar – serie TV (1994)
- Gülsen Abi – serie TV (1994)
- Bu sevda bitmez – serie TV (1996)
- Deli Yürek – serie TV (1999)
- Kurt kapani – serie TV (1999)
- Askin daglarda gezer – serie TV (1999)
- Merdoglu – serie TV (2000)
- 7 Numara – serie TV (2000)
- Hirsiz – serie TV (2001)
- Cinlerle Periler – serie TV (2001)
- Biçak sirti, regia di Ismail Günes – film TV (2001)
- Çocuklar duymasin – serie TV (2002)
- Kirik ayna – serie TV (2002)
- Kinali kar – serie TV (2002-2004)
- Kurtlar Vadisi – serie TV (2003)
- Hosgeldin hayat – serie TV (2004)
- Yusuf yüzlü – serie TV (2004)
- Kenan'da bir kuyu, regia di Gül Güzelkaya – film TV (2004)
- Kalp gözü – serie TV (2004)
- Beni bekledinse, regia di Hakan Arslan – film TV (2004)
- Aci Hayat – serie TV (2005)
- Misi – miniserie TV (2005)
- Gümüs – serie TV (2005)
- Ezo Gelin – serie TV (2006)
- Arka Sokaklar – serie TV (2006-2009)
- Arka siradakiler – serie TV (2007-2012)
- Leyla ile Mecnun – serie TV (2012)
- Merhaba Hayat – serie TV (2012)
- Adini Kalbime Yazdim – serie TV (2013)
- Yedi güzel adam – serie TV (2014)
- Kaderimin Yazildigi Gün – serie TV (2014)
- Filinta – serie TV (2014)
- Vatanim Sensin – serie TV (2015)
- Evlat Kokusu – serie TV (2017)
- Terra amara (Bir Zamanlar Çukurova) – serie TV (2019)
- Marasli – serie TV (2021)

#### Cortometraggi
- Sirayet, regia di Nuri Cihan Ozdogan (2017)
- Suicide Bridge, regia di Clay Rosen (2019)
- Ayni Gecenin Laciverti, regia di Nuri Cihan Ozdogan (2021)

### Doppiatore

#### Cinema
- God's Faithful Servant: Barla, regia di Orhan Öztürk Esin (2011)

#### Televisione
- Tuba dallari, regia di Nazif Tunç – film TV (2008)

## Teatro
- Harikalar Avlusu (2018)